# حيرام أورلاندو فيرتشايلد
حيرام أورلاندو فيرتشايلد هو سياسي أمريكي، ولد في 14 أغسطس 1845، وتوفي في 14 أكتوبر 1925. انتخب عضو جمعية ولاية ويسكونسن ‏.